# Anti-Machiavel
Anti-Machiavel est un essai politique écrit par Frédéric II de Prusse peu avant son accession au trône.
Début 1739, Frédéric conçoit le projet d’écrire une réfutation du Prince de Nicolas Machiavel. Le manuscrit fut achevé au début de l’année suivante et soumis à Voltaire qui ne tarit pas d’éloge sur lui.
Dans cet ouvrage, le futur Frédéric II insiste sur la nécessité de gouverner selon la raison et s’oppose fermement aux guerres de conquête. Au regard du règne de son auteur, l’Anti-Machiavel n’est pas qu’un cimetière de bonnes intentions. L’idée d’un monarque absolu serviteur de l’État, qui sera une ligne de force de son règne, y est inscrite. Certains voient également dans cet ouvrage une opération de séduction de la part de Frédéric envers l’Europe des philosophes. Si ce n’était pas le but recherché, c’est en tout cas l'effet qu'a eu l'ouvrage sur ceux-ci.
Le public donna longtemps le titre d'Anti-Machiavel à un ouvrage fameux du monarchomaque Innocent Gentillet (1535-1588), publié en 1576 sous le titre Discours sur les moyens de bien gouverner et maintenir en bonne paix un royaume ou autre principauté, contre Nicolas Machiavel Florentin.